# Salvajes (obra de teatro)
Salvajes, es una obra de teatro de José Luis Alonso de Santos, estrenada en 1997.

## Argumento
Berta es una mujer madura, enfermera de profesión, que tras la muerte de su hermana debe hacerse cargo del cuidado de sus tres sobrinos Mario, Raúl y Bea. Son jóvenes problemáticos, metidos en el movimiento skinhead y relacionados con actividades delictivas. La llegada de Eduardo, un inspector de policía a punto de jubilarse, supone un revulsivo la vida de Berta. Se produce un acercamiento amoroso, si bien la actitud de los chicos dificulta la relación.

## Estreno
- Teatro Juan Bravo, Segovia, 1997. 
  - Dirección: Gerardo Malla.
  - Intérpretes: Amparo Soler Leal (Berta), Germán Cobos, Beatriz Bergamín, Marcial Álvarez, Aitor Beltrán, Adolfo Pastor, Pablo Rivero, Eduardo Antuña.

## Versión cinematográfica
Estrenada en 2001, con dirección de Carlos Molinero e interpretación de Imanol Arias y Marisa Paredes.